# Église orthodoxe abkhaze

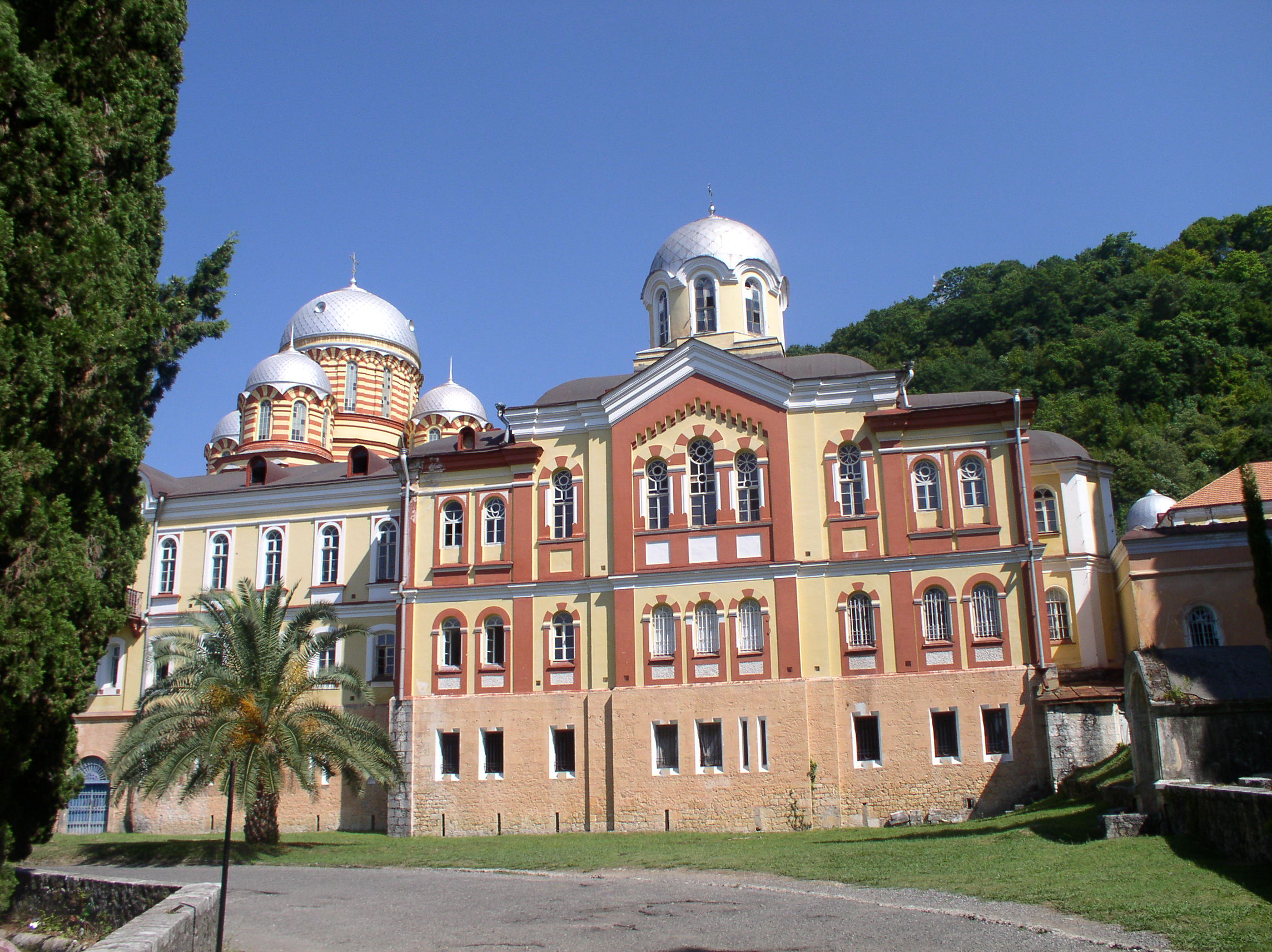
Le monastère du Nouvel Athos.

L'Église orthodoxe abkhaze est une Église orthodoxe indépendante non canonique créée en Abkhazie après la fin de l'Union soviétique (1991).